# Jamesonit

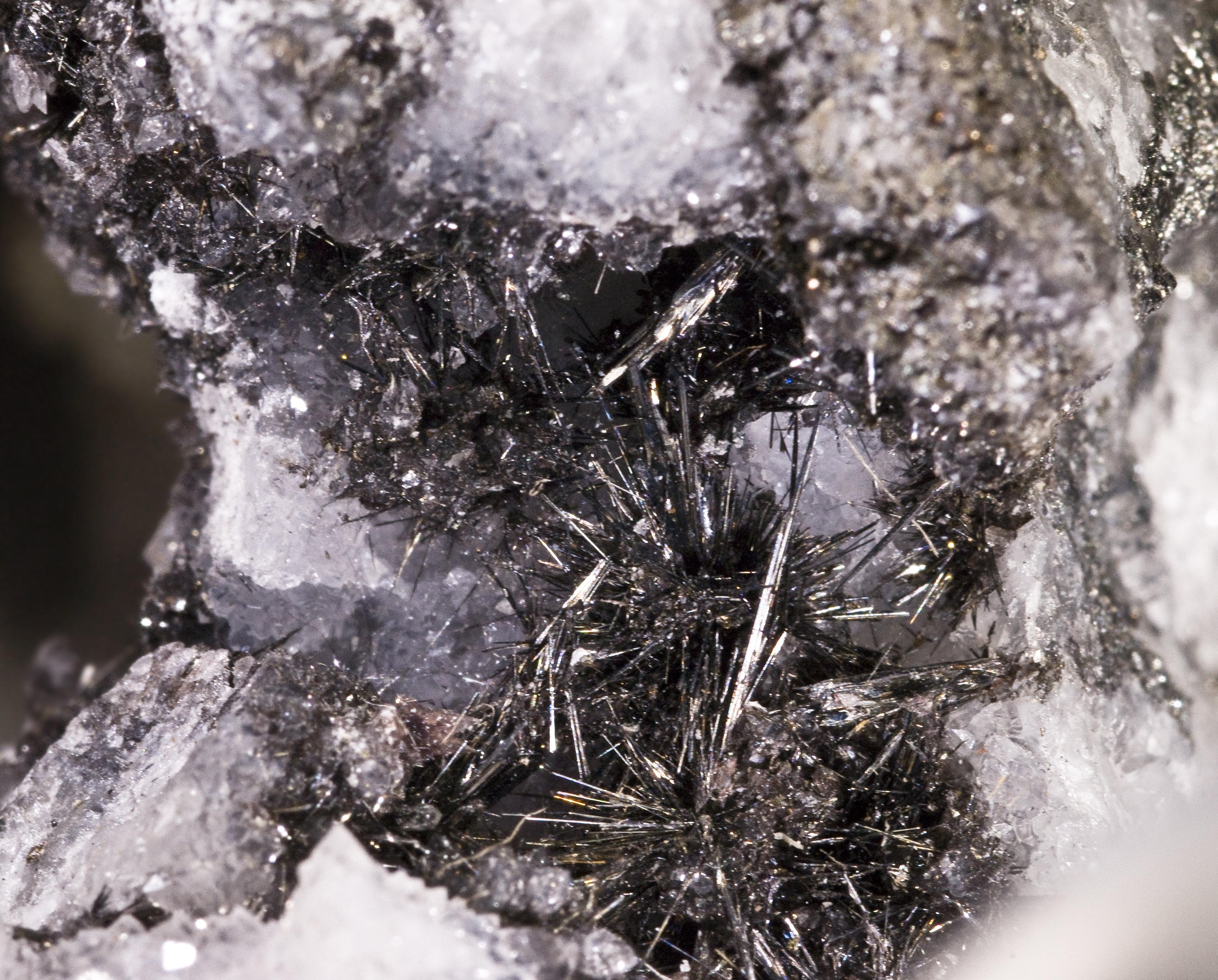
Cristale de jamesonit

Jamesonitul este un mineral de culoare cenușie închisă, care poate apărea sub formă de cristale atrăgătoare. Mai este cunoscut și sub numele de „antimoniu gri”, după unul dintre elementele pe care le conține.
Principalele componente ale jamesonitului sunt elementele metalice plumb, fier și antimoniu, deși unele eșantioane pot conține și mici cantități de cupru și zinc.